# Nils Larsen (Pianist)

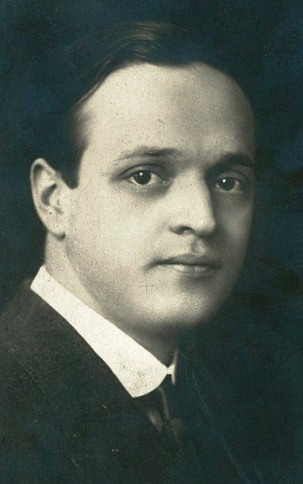
Nils Larsen (um 1920)

Nils Larsen (* 7. Juni 1888 in Kristiania (heute Oslo); † 7. November 1937 in Oslo) war ein norwegischer Pianist, Klavierkomponist und Musikpädagoge. Er galt als einer der führenden Musiker Norwegens im Bereich der Klassischen Musik vor dem Zweiten Weltkrieg und als wichtiger Vertreter des norwegischen Klavierstils.

## Leben und Werk
Nils Larsen studierte von 1899 bis 1906 bei dem norwegischen Pianisten und Komponisten Martin Knutsen. Er debütierte 1908 mit vier Kompositionen und als Pianist 1909 im großen Saal des Konzerthauses Logen in Kristiania. In Berlin studierte er von 1910 bis 1914 bei José Vianna da Motta und Rudolph Ganz. 1990 und 1920 hielt er sich in den Vereinigten Staaten auf. Mit dem Geiger Leif Halvorsen bereiste er für eine Tournee 1924 Norwegen mit großem Erfolg. Seinen letzten öffentlichen Auftritt als Solist hatte Nils Larsen am 15. Januar 1924 in Kristiania. In dieser frühen Periode schuf er eine Reihe kleinerer Kompositionen, die immer noch im Unterricht verwendet werden. Er veröffentlichte mehrere pädagogische Werke.  1930 veröffentlichte er Bøljan blå, eine Sammlung von Seemanns- und Dorfliedern mit Begleitung. Nils Larsen gab auch Werke von Christoph Graupner heraus.
Nils Larsen gründete eine Klavierschule in Oslo und führte über 40 Schüler zu ihrem professionellen Debüt. Unter diesen befanden sich Robert Levin, Robert Riefling, Tore Sinding, Elisabeth Reiss, Eline Nygaard, Kristian Hauger, Sølvi Wang, Gunvor Mjelva, Ester Skogsrud, Ruth Lagesen, Ingebjørg Gresvik, Hans Solum, Hildegunn Reuter, Kåre Siem, Klaus Egge und Ivar Johnsen. Nach seinem frühen Tod im Jahr 1937 übernahm seine ehemalige Schülerin Ingebjørg Gresvik die Verantwortung für die Klavierschule.